# 제주특별자치도의 축제 목록
2004년 기준으로 제주특별자치도에서 열리는 축제 목록은 총 15개다.

## 제주특별자치도의 축제 목록
| 지역            | 축제 명                   | 개최시기                                                     | 주요 내용 | 주최/주관                  |
| --------------- | ------------------------- | ------------------------------------------------------------ | --- | -------------------------- |
| 서귀포시        | 서귀포봄맞이축제          | 3월                                                          | 전문가포럼, 남극노인성제 봉행, 제주몸국과 돼지고기반 전통음식체험 진달래꽃 화전놀이 재현, 서귀포 은지화 그림그리기 대회, 전통문화공연 봄꽃나무 나눔행사, 유니세프 홍보관 운영 등 | 서귀포봄맞이축제조직위원회 |
| 서귀포시        | 서귀포 여름 음악축제      | 7월 ~ 8월                                                    | 합창, 중창연주, 앙상블연주, 관현악단연주, 무용, 국악 연주 초청가수 공연, 댄스스포츠공연                                                                                          | 한국음악협회 서귀포지부    |
| 서귀포시        | 서귀포 별의 축제          | 9월                                                          | 별자리 보기, 생활과학 실험, 천문학강의등 | 서귀포시, 한국천문연구원   |
| 서귀포시        | 이중섭 예술제             | 9월                                                          | 지역화가초대전, 학생사생 대회, 설치미술전 행위미술, 국악, 무용공연 등 | 서귀포시                   |
| 서귀포시        | 성산일출축제              | 1월 1일                                                      | 길트기마당, 제주사누리 연극공연, 새해메시지낭독 달집액 태움, 일출기원제증 | 성산일출제 축제위원회      |
| 서귀포시        | 고사리 꺽기대회           | 매년 4월                                                     | 고사리꺽기대회, 천연염색 체험, 조랑말 어울마당 등 | 고사리꺽기대회 추진위원회  |
| 서귀포시        | 정의고을 전통민속재현축제 | 매년 10월                                                    | 고래골기, 촐비는소리, 조밭볼리는소리, 집줄놓기 등 | 성읍1리 마을회             |
| 서귀포시        | 덕수리 전통민속재현축제   | 매년 10월                                                    | 불무공예, 방앗돌굴리는 소리 등 | 덕수리민속 보존회          |
| 추사문화 예술제 | 매년 10월                 | 추사서예대전, 백일장, 도예공예전시 서각전시회, 갈옷전시회 등 | 추사문화 예술제 추진위원회 |                            |
| 제주시          | 탐라국 입춘굿 놀이        | 2월                                                          | 낭쇄코사, 선농제, 거리굿, 입춘굿 탈굿놀이, 입춘국수, 가훈써주기 등 | 제주시                     |
| 제주시          | 용연야범 재현 축제        | 매년 5월                                                     | 한시백일장, 시조경창, 용연 선상음악회 | 제주시                     |
| 제주시          | 한여름밤의 해변축제       | 7월~8월                                                      | 음악, 무용, 연극 등 전체 무대장르에 대한 연일 공연 | 제주시                     |
| 제주시          | 제주국제관악제            | 8월                                                          | 아태지역 최대의 관악 축제, 회연주회, 공개강좌 | 제주시                     |
| 제주시          | 아태 관악제               | 8월                                                          | 아태지역 관악협회 회원국 관악단이 참여하는 마라톤 연주 축제. 회원국간 유치 신청에 총회심의를 거쳐 결정                                                                           | 제주시                     |
| 제주시          | 정월대보름 들불축제       | 1월                                                          | 부싯돌 불씨만들기, 불깡통돌리기, 오름 들불놓기, 불꽃놀이 말사랑 싸움놀이, 조랑말 전통마상 등                                                                                     | 제주시                     |
| 제주시          | 수월노을 축제             | 9～10월경                                                    | 차귀본향놀이 공연, 영산제, 선박 해상퍼레이드, 노을사진 전시회, 수월사생대회, 연날리기대회 등                                                                                     | 수월노을축제 추진위원회    |

## 같이 보기
- 서울특별시의 축제 목록
- 부산광역시의 축제 목록
- 대구광역시의 축제 목록
- 인천광역시의 축제 목록
- 광주광역시의 축제 목록
- 대전광역시의 축제 목록
- 울산광역시의 축제 목록
- 세종특별자치시의 축제 목록
- 경기도의 축제 목록
- 강원특별자치도의 축제 목록
- 충청북도의 축제 목록
- 충청남도의 축제 목록
- 전북특별자치도의 축제 목록
- 전라남도의 축제 목록
- 경상북도의 축제 목록
- 경상남도의 축제 목록